# ČSD-Baureihe 464.1
Die ČSD-Baureihe 464.1 war eine Schnellzug-Tenderlokomotive der damaligen Tschechoslowakischen Staatsbahn (ČSD). Sie entstand 1940 in zwei Exemplaren als Weiterentwicklung aus der ČSD-Baureihe 464.0.

## Geschichte

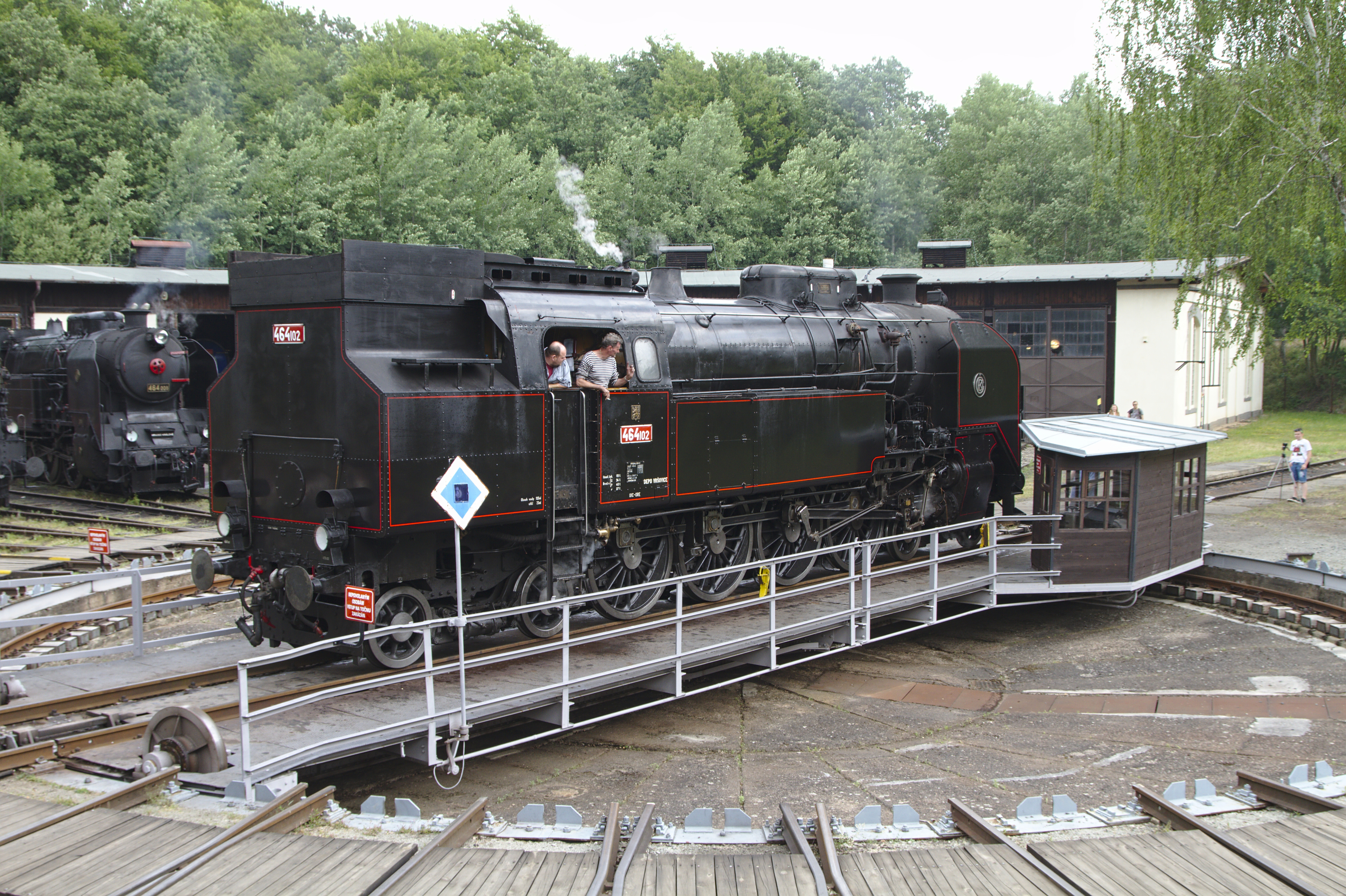
464.102 auf der Drehscheibe im Eisenbahnmuseum Lužná u Rakovníka (2017)

Die Heiz- und Rostfläche wurden verkleinert, durch bessere Kesselwerkstoffe konnte der Dampfdruck von 13 bar auf 18 bar erhöht werden. Dadurch wurden die Triebwerksabmessungen entsprechend verkleinert. Die Stahlfeuerbüchse wies bewegliche Stehbolzen und drei durchgehende Siederohre zur Verstärkung der Wasserzirkulation auf. Die Feuertüren waren seitlich über ein Pedal zu öffnen.
Das Einsatzgebiet und die Leistungsanforderungen waren die gleichen wie bei der ČSD-Baureihe 464.0. Den Maschinen oblag vor allem die Beförderung von Personen- und Schnellzügen auf den Hauptstrecken im Bergland. Beheimatet waren die Lokomotiven in den Depots Nymburk, Hradec Králové und Havlíčkův Brod.
Während 464.101 am 11. September 1979 ausgemustert und später verschrottet wurde, blieb die Lokomotive 464.102 erhalten. Sie wurde am 26. September 1977 außer Betrieb genommen und danach als Heizlok K687 weiterverwendet. Sie gelangte nach ihrer Ausmusterung in den Bestand der betriebsfähigen Museumslokomotiven der ČSD bzw. heutigen ČD. Zwischenzeitlich wegen abgelaufener Fristen abgestellt, soll die historisch wertvolle Lokomotive mit finanziellen Mitteln aus einem EU-Förderprogramm bis 2021 wieder betriebsfähig aufgearbeitet werden.